# 柴野栗山
柴野 栗山（しばの りつざん、元文元年（1736年） - 文化4年12月1日（1807年12月29日））は、江戸時代の儒学者・文人である。諱は邦彦、字は彦輔である。讃岐国（現：香川県）で生まれた。寛政の三博士の一人として知られる。

## 生涯
元文元年（1736年）に讃岐国三木郡牟礼村（現:香川県高松市牟礼町牟礼）で誕生する。父は柴野軌逵、母は柴野於澤である。寛延元年（1748年）に高松藩の儒学者後藤芝山の元へ通い、儒学を習った。宝暦3年（1753年）に中村文輔と共に、江戸に赴き湯島聖堂で学問を学んだ。
湯島聖堂の学習を終えた柴野は、明和2年（1765年）に高橋図南から国学を中心に学問を学び、明和4年（1767年）に徳島藩に儒学者として仕えるようになった。明和5年（1768年）には徳島藩主・蜂須賀重喜と共に江戸に再度赴くこととなる。
江戸に着いた後、安永5年（1776年）に徳島藩当主の侍読に就任する。天明7年（1787年）には、江戸幕府老中松平定信から呼び出され、幕府に仕えるように勧められた。以後幕府に仕え、寛政の改革に伴う寛政異学の禁を指導するなどの評価が高まり、寛政2年（1790年）に湯島聖堂の最高責任者となった。
文化元年（1804年）に白内障から回復したことに対して、蘇軾が王彦若に贈った詩を書いて三井惟親（三井光慶）に贈った。
文化4年（1807年）には、「玄武洞」を命名している。同年、12月1日に死去した。墓所は文京区大塚先儒墓所。
明治44年（1911年）、従四位を追贈された。

## 著作
- 『詩集日本漢詩 第7巻 栗山堂詩集』4巻 汲古書院、1987年
- 『註釈増補栗山文集』阿河準三編. 栗山顕彰会、1987年
- 『柴野栗山の手紙』井下香泉 解訳編. 讃岐先賢顕彰会、2004年

## 関連書籍
- 『栗山文集(抄)を読む 柴野栗山と野口家の今昔』井下香泉 高松大学出版会、2002年
- 『栗山先生の面影』谷本富、三上参次 六盟館、1907年
- 『家庭に寄せし柴野栗山の書簡』川口刀水、長尾藻城編 聚精堂、1910年
- 『寛政三博士の学勲』内田周平 谷門精舎有成館、1931年
- 『柴野栗山』福家惣衛 栗山顕彰会ほか、1949年
- 『柴野栗山と寛政「異学の禁（異常な学問の禁止令）」』 柴野栗山先生二百年祭記念 井下香泉 柴野栗山顕彰会、2005年
- 『柴野栗山二百年祭記念誌』二百年祭実行委員会、2007年
- 『父たちとの語らい』久保正彰 栗山顕彰会、2010年

## 栗山をモデルとした創作
- てつきのこ『マンガ柴野栗山 一歩、そしてまた一歩』牟礼町教育委員会（1991年）